# Слободка (Узденский район)
Слободка (бел. Слабо́дка) — деревня в Узденском районе Минской области Беларуси. В составе Дещенского сельсовета.

## География
Ближайшие населённые пункты Петровск, Теляково и др.

## История
В 1909 году фольварок в Игуменском уезде Узденской волости Минской губернии.
До 30 октября 2009 года деревня входила в состав Теляковского сельсовета. С 2009 года по 2013 гг. в составе Узденского сельсовета.

## Население

### Численность
- 2019 год — 10 жителей

### Динамика
- 2009 год — 20 жителей (перепись населения)[2]
- 2019 год — 10 жителей (перепись населения)